# Madame Tussauds Amsterdam
Madame Tussauds Amsterdam is  een van de locaties van Madame Tussauds, een reeks van wassenbeeldenmusea. Het bevindt zich aan de Dam. 
In het museum staan verschillende wassen beelden opgesteld van wereldberoemde personen en bekende Nederlanders uit de sportwereld, de politiek en de filmwereld. Het veranderde van een statisch museum in een interactieve attractie. 
Alle beelden worden in de Tussauds Studio’s in Londen gemaakt. De creatie van een beeld duurt zes tot twaalf maanden, afhankelijk van de interactiviteit van het beeld. Na een of meer poseersessies wordt het beeld eerst opgebouwd in klei. Van het kleien lichaam wordt een gipsen mal gemaakt. Voor de stevigheid wordt deze mal volgegoten met glasvezelversterkte kunststof. De delen die niet bedekt gaan worden door kleding (meestal hoofd en handen) worden van was gemaakt. Echte hoofdharen worden stuk voor stuk aangebracht en voor het opbouwen van de huidskleur worden meerdere lagen verf en tinten aangebracht. Hiermee wordt een hoge mate van realisme bereikt.

vestiging in de Kalverstraat in 1971

De vestiging in Amsterdam werd in 1970 geopend in een gebouw aan de Kalverstraat 156, een rijksmonument. Markant hierbij was het wassen beeld van de vaste portier bij de ingang. In 1991 verhuisde het museum naar de Dam in een deel van het gebouw van kledingwarenhuis Peek & Cloppenburg.
Tot ongeveer het begin van de 21e eeuw kregen bezoekers eerst nog een aantal voorshows te zien over de geschiedenis van Nederland. Tevens was het mogelijk om aansluitend daaraan een spookhuis te bezoeken.
Soms wordt een beeld verwijderd wegens ophef over de persoon. Dit is in 2022 gebeurd met die van Marco Borsato en Lil' Kleine. Bij Michael Jackson was er twijfel, maar is het beeld gebleven.